# Acido cetoleico
L'acido cetoleico  è un acido grasso lineare con 22 atomi di carbonio e 1 doppio legame, in posizione 11=12 con configurazione cis. Appartiene al gruppo degli omega-11.
L'acido cetoleico è un isomero posizionale dell'acido erucico. Esiste anche un isomero con doppio legame Δ11 in configurazione trans, presente in natura, chiamato acido cetoelaidico.
È presente negli esteri cerosi dell'olio di jojoba e negli esteri del glicerolo di alcuni oli di pesce (la concentrazione nell'olio di fegato di merluzzo può raggiungere il 12%) e di semi (<3%).